# فرودگاه ویتساندی
فرودگاه ویتساندی  (به انگلیسی: Whitsunday Airport) (به زبان بومی: Shute Harbour Airport) یک فرودگاه همگانی است که یک باند فرود چمن/شن دارد و طول باند آن ۱۱۰۰ متر است. این فرودگاه در کشور استرالیا قرار دارد و در ارتفاع ۱۸ متری از سطح دریا واقع شده است.